# Maksymilian Berezowski
Pour les articles homonymes, voir Berezowski.
Maksymilian Berezowski, né le 14 mai 1923 à Vilnius et mort le 30 juillet 2001 à Sopot, était un écrivain, journaliste et érudit polonais.